# Igor Lachow
Igor Władimirowicz Lachow (ros. Игорь Владимирович Ляхов, ur. 13 grudnia 1968 w Woroneżu) – rosyjski piłkarz występujący na pozycji pomocnika lub napastnika.

## Kariera klubowa
Wychowanek akademii piłkarskiej Fakiełu Woroneż. W 1984 roku rozpoczął treningi w szkółce klubu Striela Woroneż. W wieku 17 lat przeniósł się do Atomu Nowoworonież, dla którego rozegrał na poziomie Wtorajej Ligi ZSRR 27 spotkań i zdobył 1 bramkę. W latach 1987–1988 przerwał karierę na czas służby wojskowej. Na początku 1989 roku dołączył do Chimika Siemiłuki prowadzonego przez Jurija Litwinowa, z którym współpracował wcześniej w Striele Woroneż. Po sezonie 1989, w którym spadł z tym zespołem do Wtorajej Nizszajej Ligi, został przekwalifikowany z lewoskrzydłowego na napastnika. Od lata 1990 roku występował w Fakiele Woroneż (Pierwaja Liga), dla którego rozegrał 52 mecze i strzelił 12 goli. Na początku 1991 roku spędził przedsezonowy okres przygotowawczy w Dinamo Moskwa (Wyższa Liga), jednak władze klubu nie zaoferowały mu kontraktu.
Przed rundą wiosenną sezonu 1991/92, wraz z kolegą klubowym Oganezem Mchitarjanem, przeniósł się on do trzecioligowego Sokoła Pniewy. Pół roku później awansował z tym zespołem do II ligi, po pokananiu w barażu Gwardii Koszalin (2:2, 0:0), natomiast w 1993 roku uzyskał promocję do I ligi. W rundzie jesiennej sezonu 1993/94 pełnił rolę rezerwowego i zanotował 3 ligowe występy. Na początku 1994 roku przeszedł do GKS Bełchatów (II liga), gdzie rozegrał 7 ligowych spotkań bez zdobytej bramki.
W połowie 1994 roku Lachow odszedł do Fakiełu Woroneż, z którym pół roku później awansował do Pierwajej Ligi. Od 1996 roku był graczem Mietałłurga Lipieck (Wtoraja Liga). W sezonie 1996 zdobył 25 bramek, w tym 4 w spotkaniu z SKA Rostów nad Donem (9:1), zostając najskuteczniejszym strzelcem zespołu. Jego klubu wygrał grupę zachodnią i awansował do Pierwajej Ligi. W lipcu 1997 roku przeniósł się do Urałmaszu Jekaterynburg. 28 lipca w swoim pierwszym meczu z Eniergiją Kamyszyn (3:2) zdobył on dwie bramki. We wrześniu doznał poważnej kontuzji i zakończył tym samym sezon na 3 trafieniach w 8 występach. Z powodu przedłużającego się okresu rekonwalescencji w 1998 roku zmuszony był zaprzestać gry w piłkę nożną.